# Ch
El dígraf ch és un grafema de l'alfabet llatí emprat en diverses llengües, adaptat a les necessitats de l'idioma. L'origen d'aquest grup consonàntic es remunta a l'ús que feien els llatins en les transcripcions del grec de la lletra khi (Χ) el so de la qual no existia en llatí.
És considerat com a lletra en els alfabets belarús —en la seua modalitat łacinka—, eslovac, txec, bretó, còrnic, gal·lès, castellà, francès, chamorro, i quítxua. En vietnamita fou també considerada com a lletra encara que aquesta pràctica ja no és gaire comuna.

## Història
En llatí s'emprà la lletra muda h per a crear dígrafs amb els quals poder representar sons d'altres llengües, principalment grecs. La lletra grega khi (Χ) es va transcriure amb el dígraf ch. En llatí clàssic fou pronunciada com a oclusiva velar sorda aspirada ([kʰ]), i en el període posterior es desenvolupà cap a una fricativa. En l'actualitat aquesta grafia i pronúncia perdura en el dígraf alemany en algunes de les seves realitzacions. 
Imitant aquella iniciativa per introduir nous sons combinant una lletra amb la h, en francès i occità antics es reprèn per a introduir el fonema /t͡ʃ/ entre d'altres. Notació que passà a altres idiomes com el castellà, el portuguès i l'anglès.

### Chen català
En català, abans que es fixés l'ortografia a l'inici del segle xx, la combinació ch s'usava sovint en posició final de mots: conech, magnífich, llach en lloc de conec, magnífic, llac. En l'actualitat és una grafia antiquada que encara es troba residualment en posició final de certs cognoms i que equival al grafema c de l'ús general: Blanch, Antich, March en lloc de Blanc, Antic, Marc.
En català antic el so de l'oclusiva velar final alternava entre sorda i sonora segons l'origen etimològic ([ʎak] del llatí lakus i [ʎaɾɡ] del llatí largus). A partir del segle xiii comença l'ensordiment de les oclusives sonores finals i en el segle xiv és general l'escriptura -c o -ch llatina («llac/llach, llarc/llarch»). Al segle xviii diversos autors van suprimir la -ch final per recuperar la grafia etimològica -c o -g. La polèmica va provocar que al segle xix es generalitzés la grafia final -ch en detriment de -c, més vacil·lant en el cas de -g/-ch, quedant fossilitzada en el Registre Civil. Aquesta polèmica no va concloure fins a la reforma ortogràfica de l'Institut d'Estudis Catalans de 1913.
També fou emprada en algunes paraules d'origen grec, com ara chimera, chor, que actualment corresponen a quimera i cor respectivament.
A vegades aquesta grafia rivalitzava amb el dígraf tx per representar el so africat postalveolar sord ([tʃ]), sobretot al segle xv en autors del País Valencià, on es podia llegir desempachar per desempatxar, pichers per pitxers i fins i tot mich per mig.

## Actualitat
A hores d'ara aquest dígraf és utilitzat en diverses llengües amb cinc finalitats principals:
- representa el so oclusiu velar sord ([k]),
- representa el so africat postalveolar sord ([tʃ]),
- representa el so fricatiu postalveolar sord ([ʃ]),
- representa el so fricatiu velar sord ([x])
- en algunes llengües africanes s'usa per a representar el clic dental velar sord aspirat ([kǀʰ]).

### Valor[k]
En cors, friülès, genovès, italià, llombard, moldau, napolità, piemontès, romanès, romanx, venecià, sard i sicilià, ch representa el so oclusiu velar sord ([k]) però es plaça només davant de les vocals e, i (el mateix so [k] es nota c en les altres posicions).

### Valor[tʃ]
En anglès, aimara, alabama, aleutià, aragonès, aranès, bemba, castellà, chamorro, chavacano, chichewa, chickasaw, llengua choctaw, dholuo, gallec, gwich’in, hän, igbo, lenape, mirandès, nahuatl, naskapi, occità, oromo, papiamento, pomo oriental, potawatomi, quítxua, shawnee, shona, suahili, uigur i wayuunaiki ch equival al grafema català tx i representa el so africat postalveolar sord ([tʃ]).
- NB - En occità, el valor general ch = [tʃ] pot passar regionalment a [ts].
- NB - En castellà, ch té el seu propi nom (che) i es considera com a lletra des del 1803. Tradicionalment es tractava com a entitat pròpia a efectes d'ordenació alfabètica inserida entre la C i la D, fins que a l'abril de 1994, en què se celebrà el X Congrés d'Acadèmies de la Llengua Espanyola, i per mediació d'organismes internacionals s'acordà adoptar l'ordre alfabètic llatí universal, en el qual el grafema ch, a efectes d'alfabetització, no es considera com a lletra independent.[2]
A Llatinoamèrica es pronuncia com una africada postalveolar sorda [ʧ], mentre que el castellà peninsular la seua valor és africada alveolopalatal sorda ([ʨ]), tot i que en andalús es realitza com a fricativa postalveolar sorda [ʃ].
- Excepció - L'anglès però, utilitza de manera irregular el grafema ch per a notar el so [k], per raons etimològiques, quan deriva de la lletra grega χ (khi).

### Valor[ʃ]
En bretó, danès, francès, guaraní, jèrriais, luxemburgués, portuguès, suec, való i yapès, el ch equival al grafema x del català oriental i representa el so fricatiu postalveolar sord ([ʃ]).
- Excepció - El francès però, utilitza de manera irregular el grafema ch per a notar el so [k], per raons etimològiques, quan deriva de la lletra grega χ (khi).

### Valor[x]
En algunes llengües germàniques i cèltiques, és a dir en afrikaans, holandès, frisó, baix alemany, luxemburguès, manx, gaèlic i gal·lès, i en tres llengües eslaves que són l'eslovac, el polonès i el txec, ch representa el so de consonant fricativa velar sorda ([x]).

### Valor[x, ç]
En alemany, ch representa dos sons pròxims: consonant fricativa palatal sorda ([ç]) en general, però consonant fricativa velar sorda ([x]) després de a, o, u, au.
- Excepció - En alemany però, ch es pronuncia [k] davant de r i l i també a l'inici d'un mot.
  - amb s forma el triftong pronunciat /ks/.